# Bryan Danielson
Pour les articles homonymes, voir Danielson et Bryan.
Bryan Danielson (né le 22 mai 1981 à Aberdeen, Washington) est un ancien catcheur (lutteur professionnel) américain. Il est connu pour son travail à la All Elite Wrestling. 
Il est aussi connu pour son travail sur le circuit indépendant, à la Ring of Honor et à la World Wrestling Entertainment, sous le nom de Daniel Bryan. Il est réputé pour sa technique de combat ainsi que pour la qualité des matchs qu'il produit.
Il a possédé huit titres mondiaux durant sa carrière : le championnat du monde de la ROH, le championnat du monde poids-lourds, 4 fois le titre de la WWE, et l'AEW World Championship. Il a aussi remporté les titres par équipe de la WWE avec Kane, le titre des États-Unis de la WWE, le titre Intercontinental de la WWE et les titres par équipe de SmackDown avec Erick Rowan.

## Jeunesse et débuts
À l'instar de Mick Foley et Matt et Jeff Hardy, Danielson pratique le catch backyard au sein de la Backyard Championship Wrestling et y détient le titre de champion. Peu après l'obtention de son diplôme de fin d'études secondaires, il décide de devenir catcheur et intègre l'école de catch de Dean Malenko et, à la suite de la fermeture de cette école, il part au Texas où il rejoint la Texas Wrestling Alliance (TWA), l'école de Shawn Michaels. Il y adopte le nom de ring d'American Dragon et part au Japon où il lutte aux côtés de Lance Cade à la Frontier Martial-Arts Wrestling. Il devient avec Spanky champion par équipe de la TWA du 21 mars jusqu'au 4 avril 2000. Au début de décembre, il dispute deux matchs pour la World Wrestling Federation avant l'enregistrement de Jakked et Sunday Night Heat face à Spanky,.

## Carrière

### Ring of Honor (2002-2009)

#### Débuts (2002-2005)

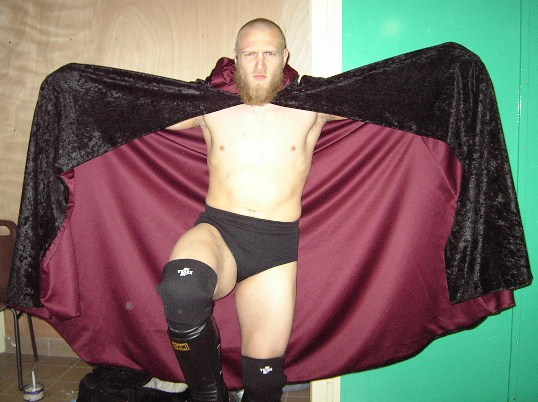
Danielson prenant la pose en 2004

En 2002, Bryan Danielson joignait la Ring of Honor, où il est connu comme l'un des « Pères Fondateurs » (avec Low Ki et Christopher Daniels), étant l'un des catcheurs qui ont fait la renommée de la fédération lors de ses débuts. Le 22 février, il perd dans le main-event du premier show de la ROH The Era of Honor Begins, dans un three-way match contre Christopher Daniels et Low Ki, au profit de ce dernier.
En janvier 2005, Danielson commence une grande rivalité avec Homicide, qui culminait dans un best-of-five series de matches à stipulation. Homicide dominait au départ comme Danielson perdait les deux premiers matches, un match de soumission et un Taped Fist match. Cependant, Danielson sortait victorieux des trois rencontres restantes, remportant un match où le tombé peut se faire n'importe où dans l'arène, un Lumberjack match, et un match en cage à The Final Showdown le 13 mai.

#### ROH World Champion (2005-2006)

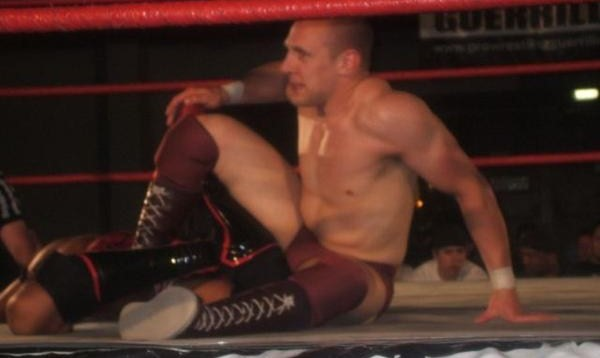
Bryan Danielson en 2006

Danielson finit par remporter ROH World Championship en battant James Gibson le 17 septembre à Glory by Honor IV.
Le 19 novembre à Night of Tribute, il conserve son titre contre Christopher Daniels. Le 17 décembre à Final Battle 2005, il conserve son titre contre Naomichi Marufuji.
Le 14 janvier 2006 à Hell Freezes Over, il conserve son titre contre Chris Hero.
Le 25 février à Fourth Anniversary Show, il conserve son titre contre Jimmy Rave. Le 11 mars à Arena Warfare, il conserve son titre contre Alex Shelley.
En avril, Danielson devient l'entraîneur en chef de l'école de catch de la ROH, remplaçant Austin Aries. Lors de son match suivant le 22 avril, il bat Colt Cabana à Philadelphie, lors de The 100th Show pour conserver son titre.
Le 15 juillet, lors de Death before Dishonor IV, il conserve son titre contre Sonjay Dutt.

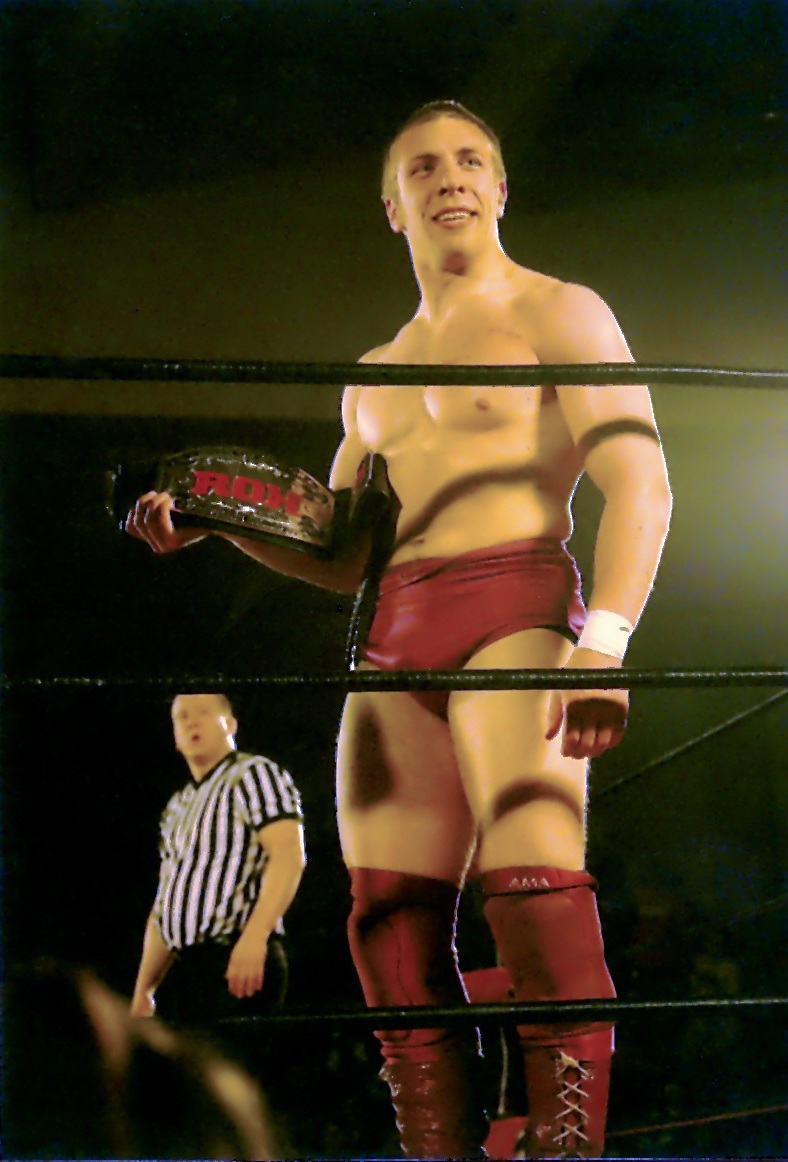
Bryan Danielson avec le ROH World Championship.

 Le 12 août, lors de la première tournée de la Ring of Honor au Royaume-Uni, Danielson a battu Nigel McGuinness pour unifier les titres mondiaux et Pure de la ROH. 
Le 16 septembre à Glory by Honor V : Night 2, il conserve le ROH World Championship contre KENTA.
Une semaine plus tard, Danielson débute à la Pro Wrestling NOAH, faisant équipe avec Bison Smith (en) et Eddie Edwards pour battre KENTA, Ricky Marvin et Akitoshi Saito après avoir fait abandonner Marvin sur le Cattle Mutilation. Le dernier match de Danielson durant cette tournée était le 2 décembre au Yokohoma Bunka Gymnasium pour une défaite contre KENTA.
Le 23 décembre à Final Battle 2006, il perd face à Homicide, ne conservant pas son titre.
Il prend ensuite du repos pour soigner une blessure son coude.

#### The Final Countdown (2007-2009)
Le 3 mars 2007, la National Wrestling Alliance publie une vidéo de Danielson montrant son intérêt pour le NWA World Heavyweight Championship. Le 19 mars, ROHWrestling.com sort ce communiqué : « Les jours sont comptés pour le retour de Bryan Danielson à la ROH ».
Le 11 mai, il fait son retour à la Ring of Honor, un mois plus tôt que prévu, lors de l'évènement Reborn Again. Lors de la même soirée, il gagne deux matchs, l'un face à Shane Hagadorn et Adam Pearce.
Le lendemain à Respect Is Earned, il gagne avec Takeshi Morishima face à KENTA et Nigel McGuinness.
Le 25 mai, il bat Mark Hilton à l'AWF (Australian Wrestling Federation) lors de « Brisbane Bash ». Le 27 mai, lors d'un autre show de l'AWF, il défie le champion poids-lourd de l'AWF, TNT, pour son titre. Pendant sa tournée en Australie, Danielson a affirmé avoir remporté le vacant World Series Wrestling Heavyweight Championship en battant Nigel McGuinness. Il défendait avec succès la ceinture contre Nigel la nuit suivante, avant de le perdre contre Billy Kidman le lendemain[réf. nécessaire].
Le 26 septembre 2009, lors du show Glory by Honor VIII: The Final Countdown, Danielson remporte son dernier combat pour la compagnie face à Nigel McGuinness.

### World Wrestling Entertainment (2009-2010)

#### Florida Championship Wrestling (2009-2010)
En 2009, Danielson signe un contrat avec la World Wrestling Entertainment. Il est envoyé à la Florida Championship Wrestling au début de février, le club-école de la WWE, et est battu par Kaval. Puis il change de nom pour celui de Daniel Bryan.

#### Saison 1 deNXT, The Nexus et départ (2010)
Il participe à la saison 1 de NXT face à sept autres catcheurs. Il finira dernier de la saison avec 5 défaites et 0 victoires[réf. nécessaire].
Lors de l'édition du 7 juin 2010 de Raw, Daniel Bryan arrive avec les sept autres catcheurs de la saison 1 de NXT. Le groupe, nommée The Nexus, interrompt le main-event entre John Cena et CM Punk, attaquant ces derniers, ainsi que le reste du personnel, avant de dévaster le ring. Bryan a notamment étranglé Justin Roberts, l'annonceur, avec la ceinture de son pantalon. Il a également crié à Cena « Tu n'es pas meilleur que moi » avant de lui cracher au visage, il effectue par la même occasion un Heel Turn avec tous les autres rookies.
Le 11 juin, il est congédié par la WWE. La raison de ce départ est l'attitude de Danielson lors de l'invasion de la Nexus, ayant craché au visage de John Cena et ayant étranglé Justin Roberts. La WWE a trouvé que le geste réalisé par Danielson était trop violent pour un programme destiné aux enfants. Son renvoi a été introduit dans une storyline dans un segment de début, le 14 juin. Wade Barrett a affirmé que Danielson a été mis en dehors du groupe, car il a eu des remords envers ses actions. Barrett a aussi affirmé que Daniel Bryan ne sera plus jamais revu à la WWE,.

### Retour sur le circuit indépendant (2010)
Après avoir été libéré de son contrat, Bryan reçoit plusieurs offres de fédérations de lutte dont notamment une de la TNA ainsi que certaines promotions au Japon. Le 26 juin, soit deux semaines après son départ de la WWE, Bryan fait son retour pour battre Eddie Kingston à la Chikara dans l’évent We Must Eat Michigan's Brain à Taylor dans le Michigan. Le lendemain, à Chikara's Faded Scars and Lines, il bat Tim Donst mais le titre n’était pas en jeu.
Il gagne aussi le tournoi Ambition 1 de la Westside Xtreme Wrestling, en battant Johnny Moss en finale[réf. nécessaire].
Le 17 juillet, il fait ses débuts à la International Wrestling Association (IWA) et bat QT Marshall pour obtenir le IWA Puerto Rico Heavyweight Championship.
Bryan fait ensuite des débuts le 23 juillet dans la petite promotion d'Evolve, initialement conçu avant le départ de Bryan à la WWE et bat dans le Main-Event Bobby Fish. 
Il apparaît ensuite brièvement à la Pro Wrestling Guerrilla ainsi qu'à la National Wrestling Alliance avant de revenir à la WWE lors de SummerSlam.
Malgré un retour à la WWE, Bryan continue d'apparaître dans le circuit indépendant, notamment en battant Jon Moxley dans un match de Road to Destiny à la Heartland Wrestling Association[réf. nécessaire].
Il finit par perdre son IWA Puerto Rico Heavyweight Championship contre Dennis Rivera[réf. nécessaire].

### Retour à la World Wrestling Entertainment (2010-2021)

#### United States Champion (2010-2011)

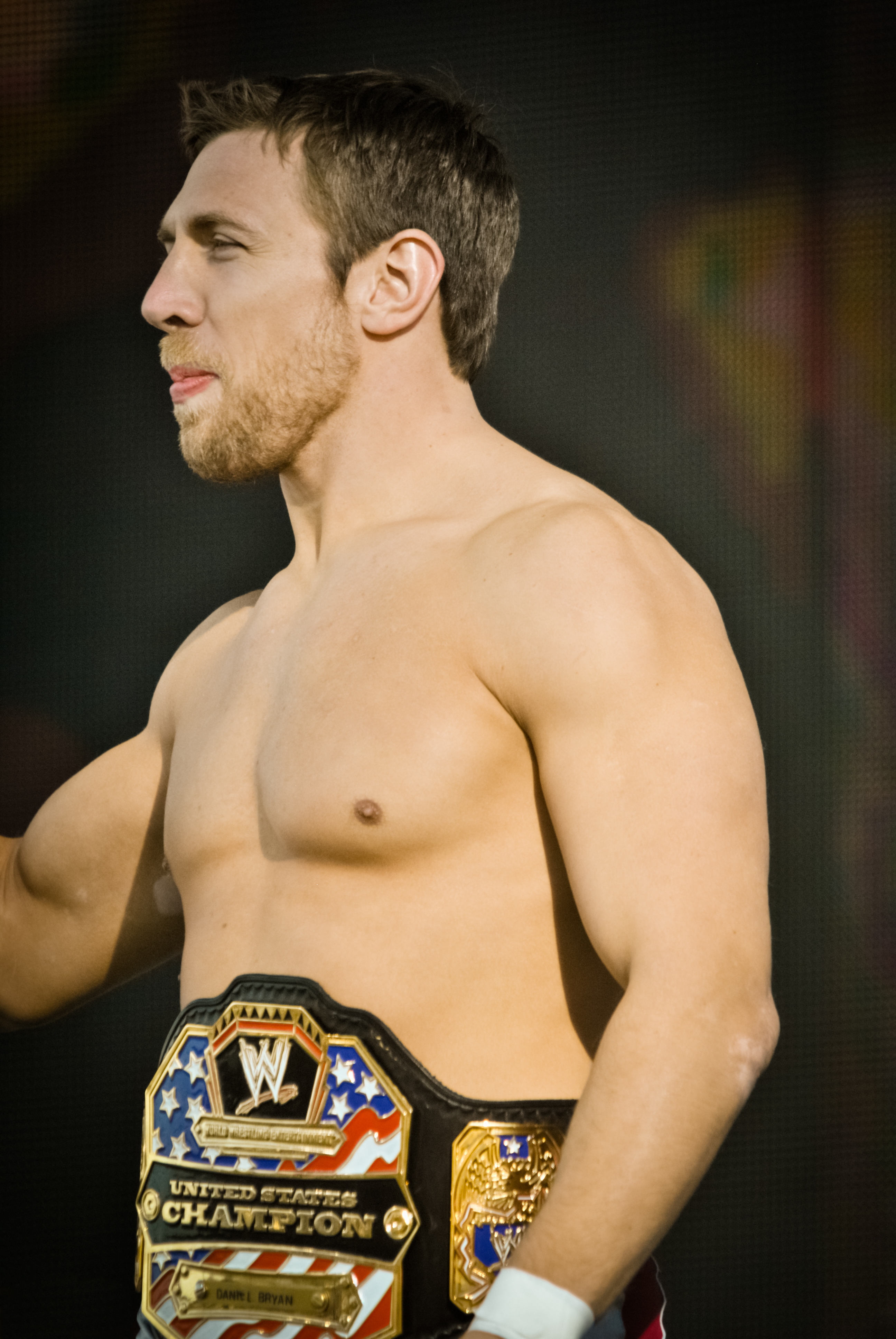
Daniel Bryan en tant que champion des États-Unis de la WWE

Daniel Bryan fait son retour à la fédération le 15 août 2010 lors de SummerSlam, en tant que septième membre de la Team WWE (en remplaçant The Miz) afin d'affronter la Nexus dans un match par équipes à sept contre sept à élimination. Son équipe gagnera le match bien qu'il se soit fait éliminer par Wade Barrett après une attaque de son ex-mentor The Miz. Il effectue alors un face turn.
Pour ses débuts à Raw, Bryan commence une rivalité avec The Miz. Les deux hommes s'affrontent à Night of Champions, dans un match où le championnat des États-Unis détenu par The Miz est mis en jeu. Daniel Bryan remporte le match grâce à sa prise de soumission, le Lebell Lock, et remporte son premier titre à la fédération, en devenant par la même occasion le premier rookie de la NXT à gagner un titre à la WWE. Lors de Hell in a Cell, il conserve son titre dans le premier Triple Threat Submissions Count Anywhere match de l'histoire contre The Miz et John Morrison. Lors de Bragging Rights, il bat le champion Intercontinental Dolph Ziggler. Lors de Survivor Series, il conserve son titre face à Ted DiBiase. Il participe ensuite au tournoi du King of the Ring, mais se fera éliminer par Alberto Del Rio en quarts de finale.
Le 30 janvier 2011, il participe au Royal Rumble Match du Royal Rumble, il entre en 2e position, et parvient à éliminer Zack Ryder et Justin Gabriel, mais se fait éliminer par CM Punk.
Le 14 mars à Raw, il perd le titre des États-Unis face à Sheamus, celui-ci ayant mis sa place à la fédération en jeu. Lors de WrestleMania XXVII, les deux hommes s'affrontent dans un Lumberjack match pour le titre, match qui se termine en nul à cause de l'invasion des bûcherons.

#### M. Money in the Bank et champion du monde poids-lourds de la WWE (2011-2012)

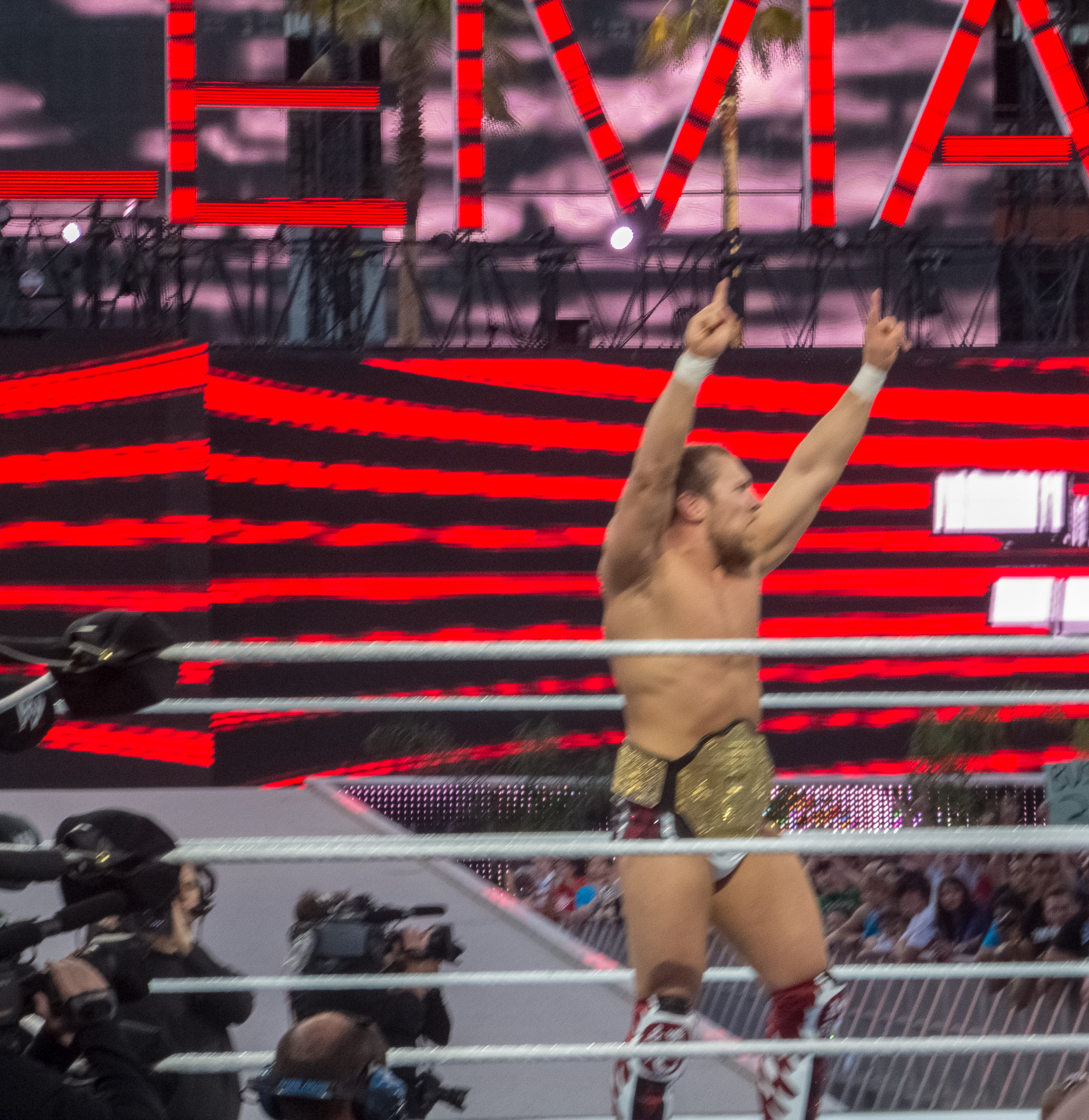
Daniel Bryan durant son entrée à Wrestlemania 28 avant son match face à Sheamus.

Le 26 avril lors du Draft, il est officiellement transféré à SmackDown. 
Le 17 juillet à Money in the Bank, il remporte la mallette. Le 14 août à SummerSlam, il perd face à Wade Barrett.
Le 12 novembre à SmackDown, il commence une storyline amoureuse avec AJ Lee. Le 18 décembre à TLC, après la victoire du Big Show sur Mark Henry pour le titre mondial poids-lourds de la WWE, il encaisse sa mallette sur le premier, à la suite de l'agression subie par le second, et devient le nouveau champion du monde poids-lourds de la WWE en le battant, remportant le titre pour la première fois de sa carrière.
Le 29 janvier 2012 au Royal Rumble, il conserve son titre en battant ses deux mêmes adversaires dans un Triple Threat Steel Cage match. Le 19 février à Elimination Chamber, il conserve son titre en rebattant Big Show et en battant Cody Rhodes, Wade Barrett, The Great Khali et Santino Marella dans un Elimination Chamber match.
Le 1er avril à WrestleMania XXVIII, il ne conserve pas son titre, battu par Sheamus en 18 secondes car déconcentré après son baiser échangé avec AJ Lee. Cinq soirs plus tard à SmackDown, il met fin à sa relation avec la catcheuse, car il estime qu'elle est responsable de la perte de sa ceinture. Le 29 avril à Extreme Rules, il ne remporte pas le titre, rebattu par l'Irlandais dans un 2 Out of 3 Falls match.

#### Team Hell No et champion par équipes de la WWE (2012-2013)

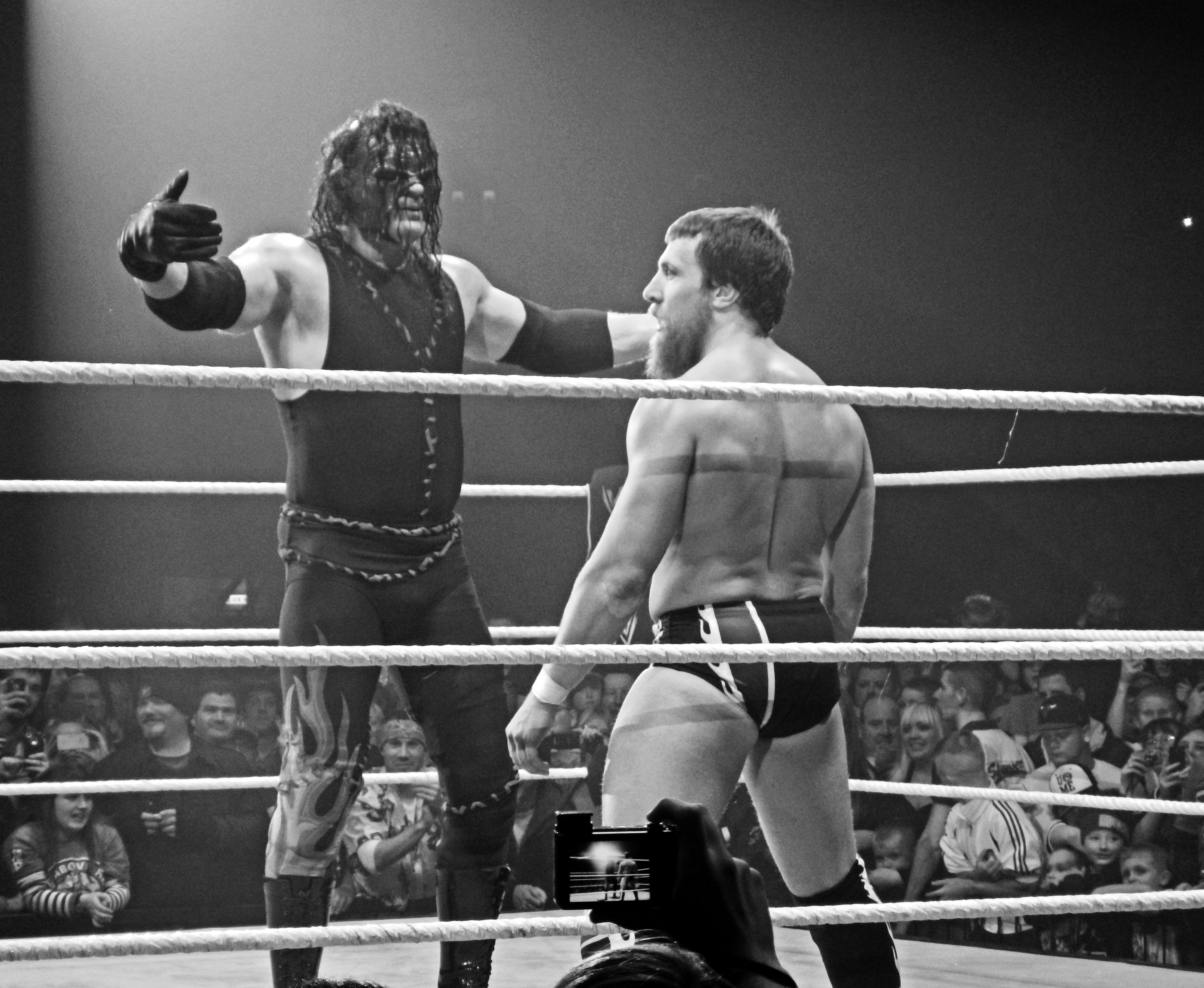
Kane et Daniel Bryan en 2012.

Le 20 mai à Over the Limit, il ne remporte pas le titre de la WWE, battu par CM Punk de manière controversée. Le 17 juin à No Way Out, il ne remporte pas la ceinture, rebattu par son même adversaire dans un Triple Threat match, qui inclut également Kane.
Le 15 juillet à Money in the Bank, il ne remporte pas, pour la troisième fois, le titre de la WWE, rebattu par CM Punk dans un No Disqualification match, avec son ancienne compagne comme arbitre spéciale de la rencontre. Le 19 août à SummerSlam, il bat Kane. Le 10 septembre à Raw, il est contraint de s'allier officiellement avec The Big Red Monster, et ensemble, les deux hommes battent les Prime Time Players (Darren Young et Titus O'Neil) et deviennent aspirants no 1 aux titres par équipes de la WWE à Night of Champions. 6 soirs plus tard à Night of Champions, ils deviennent les nouveaux champions par équipes de la WWE en battant Kofi Kingston et R-Truth, remportant les titres pour la première fois de leurs carrières. 8 soirs plus tard à Raw, ils effectuent un Face Turn, car une complicité se créé entre eux et le public leur a trouvé un nom d'équipe : Team Hell No. Ils se font ensuite attaquer par Rhodes Scholars (Cody Rhodes et Damien Sandow).
Le 28 octobre à Hell in a Cell, ils perdent face à ces mêmes adversaires par disqualification, mais conservent leurs titres. Le 18 novembre aux Survivor Series, l'équipe Foley, dont ils font partie, perd face à celle de Ziggler dans un Men's 5-on-5 Traditional Survivor Series Elimination Tag Team match. Le 16 décembre à TLC, Ryback et eux perdent face au Shield dans un TLC match.
Le 27 janvier 2013 au Royal Rumble, ils conservent leurs titres en prenant leur revanche sur Rhodes Scholars. Le 17 février à Elimination Chamber, ils ne deviennent pas aspirants no 1 au titre mondial poids-lourds de la WWE, battus par Jack Swagger dans un Elimination Chamber match, qui inclut également Chris Jericho, Mark Henry et Randy Orton.
Le 7 avril à WrestleMania 29, ils conservent leurs titres en battant Big E Langston et Dolph Ziggler. Le 19 mai à Extreme Rules, ils ne conservent pas leurs titres, battus par le Shield (Roman Reigns et Seth Rollins) dans un Tornado Tag Team match. Le 16 juin à Payback, Randy Orton et lui ne remportent pas les titres par équipes de la WWE, battus par ses mêmes adversaires.
Le 1er juillet à Raw, il devient arbitre spécial du match entre Kane et Randy Orton, et effectue le compte de trois en faveur de son partenaire. Mais après le combat, The Big Red Monster lui reproche son arbitrage et les deux hommes se disputent, ce qui met fin à leur duo.

#### Double champion de la WWE et alliance avec la Wyatt Family (2013)

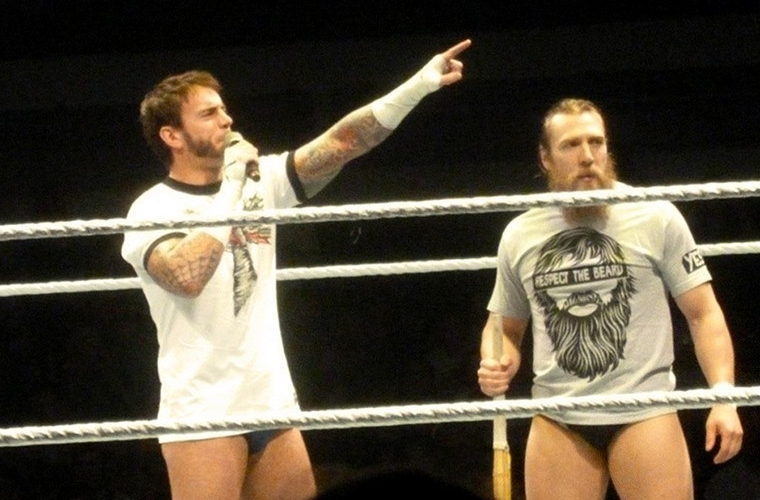
Daniel Bryan et CM Punk pendant leur rivalité avec The Wyatt Family.

Le 14 juillet à Money in the Bank, il ne remporte pas la mallette du titre de la WWE, gagnée par Randy Orton. Le 18 août à SummerSlam, il devient le nouveau champion de la WWE en battant John Cena et remporte le titre pour la première fois de sa carrière. Mais après le combat, l'arbitre spécial du match, Triple H, effectue un Heel Turn, se retourne contre lui, lui porte son Pedigree et il ne conserve pas sa ceinture, battu par The Apex Predator qui a utilisé sa mallette sur lui. Le 15 septembre à Night of Champions, il redevient champion de la WWE, pour la seconde fois, en prenant sa revanche sur son même adversaire. Le lendemain à Raw, Triple H lui retire la ceinture à la suite du décompte de trois trop rapide de l'arbitre, Scott Armstrong, lors du match de la veille.
Le 6 octobre à Battleground, son match face à The Viper se termine en match nul, car Big Show attaque les deux catcheurs, ainsi que l'arbitre. Le 27 octobre à Hell in a Cell, il ne remporte pas le titre de la WWE, battu par son rival dans un Hell in a Cell match avec Shawn Michaels comme arbitre spécial. Le 24 novembre aux Survivor Series, CM Punk et lui battent Erick Rowan et Luke Harper. Le 15 décembre à TLC, il perd face à la Wyatt Family dans un 1-on-3 Handicap match. 15 soirs plus tard à Raw, il prend sa revanche en battant le même clan par disqualification. Mais après le combat, il effectue un Heel Turn et quitte le ring avec le groupe.

#### Triple champion du monde poids-lourds et absence (2014)

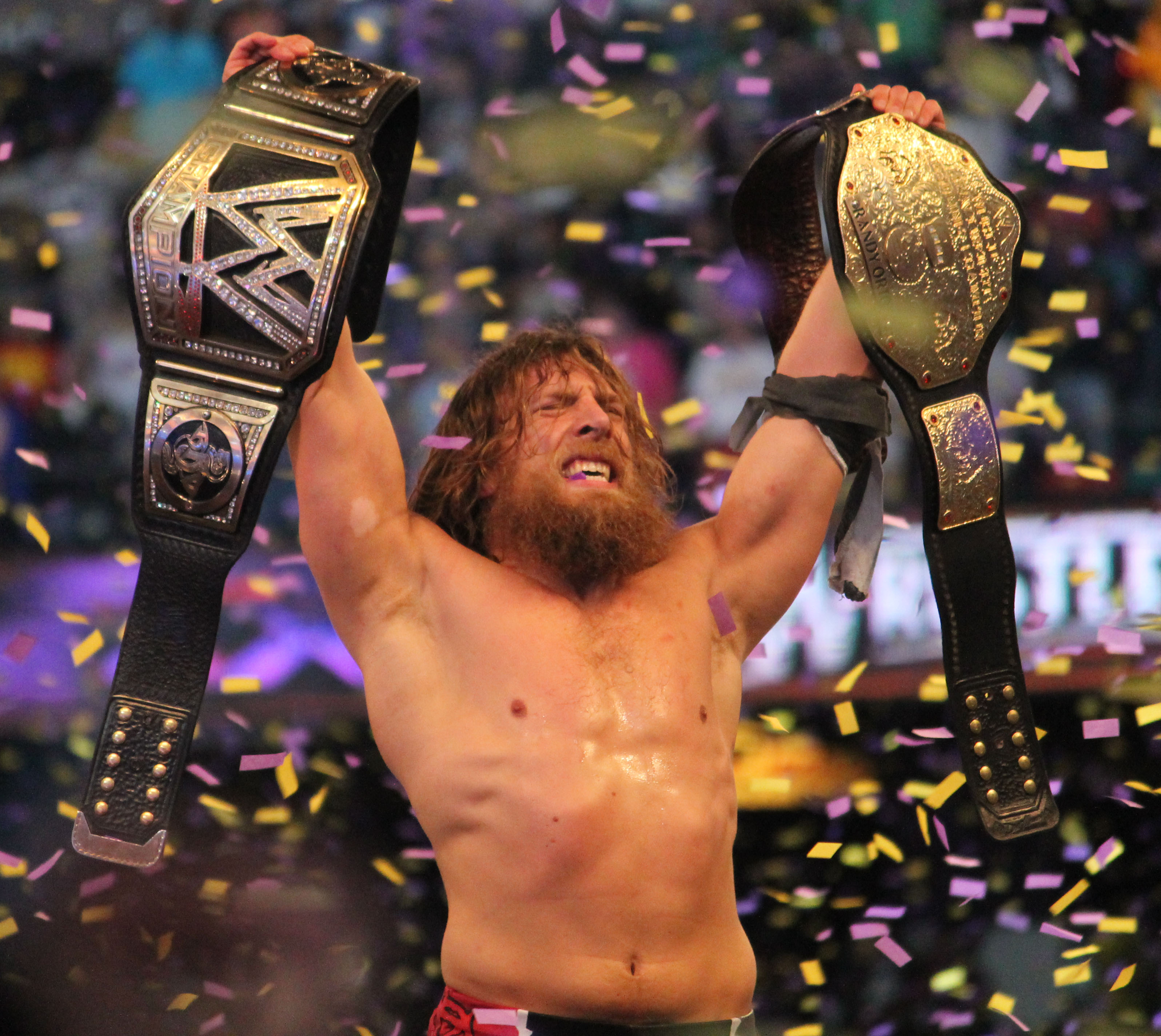
Daniel Bryan remportant le WWE World Heavyweight Championship à WrestleMania XXX.

Le 13 janvier 2014 à Raw, Bray Wyatt et lui perdent face aux Usos dans un Steel Cage match. Après le combat, il effectue un Face Turn et se retourne contre son désormais ex-leader. Le 26 janvier au Royal Rumble, il perd face à Bray Wyatt. Le 23 février à Elimination Chamber, il ne remporte pas le titre mondial poids-lourds, battu par Randy Orton dans un Men's Elimination Chamber match.
Le 6 avril à WrestleMania XXX, il bat Triple H et s'ajoute dans le match pour le titre poids-lourds. À la fin de la soirée, il redevient champion du monde poids-lourds, pour la troisième fois, en battant Randy Orton et Batista dans un Triple Threat match. Le 4 mai à Extreme Rules, il conserve son titre en battant Kane dans un Extreme Rules match. 8 jours plus tard, il annonce souffrir d'une blessure au cou et devoir subir une opération chirurgicale. Le 9 juin à Raw, il est contraint d'abandonner le titre, à la suite de sa blessure, et doit s'absenter pendant 7 mois et demi.

#### Champion Intercontinental (2015)
Le 25 janvier 2015 au Royal Rumble, il fait son retour de blessure, entre dans le Men's Royal Rumble match en 10e position, élimine Tyson Kidd avant d'être lui-même éliminé par Bray Wyatt après 10 minutes de match. Le 22 février à Fastlane, il ne devient pas aspirant no 1 au titre poids-lourds à WrestleMania 31, battu par Roman Reigns. Après le combat, les deux catcheurs échangent une poignée de mains. Le 29 mars à WrestleMania 31, il devient le nouveau champion Intercontinental en battant Bad News Barrett, Dean Ambrose, Dolph Ziggler, Luke Harper, R-Truth et Stardust dans un Ladder match et remporte le titre pour la première fois de sa carrière.  
Le 11 mai à Raw, il est contraint d'abandonner le titre, car il souffre d'une commotion cérébrale.

#### Retraite des rings et Manager Général deSmackDown Live(2016-2018)
Le 8 février 2016, la WWE bloque son contrat afin de l'empêcher de démissionner, puis il annonce la fin de sa carrière de catcheur,.
Le 18 juillet, il est nommé général manager de SmackDown Live.
Le 17 décembre 2017 à Clash of Champions, il fait gagner Kevin Owens et Sami Zayn face à Shinsuke Nakamura et Randy Orton par compte rapide de trois, en tant qu'arbitre spécial du match avec Shane McMahon, et entre en conflit avec le commissionnaire du show bleu.

#### Retour sur les rings, rivalités avec Kevin Owens, Sami Zayn, Big Cass et The Miz (2018)
Le 20 mars 2018 à SmackDown Live, il annonce officiellement son retour sur les rings, car les médecins de la WWE l'autorisent à reprendre le catch. Rejoint par Kevin Owens et Sami Zayn qui le félicitent pour cette nouvelle, il réalise que Shane McMahon avait raison à leurs sujets et se fait attaquer par le duo canadien après avoir annoncé leur renvoi. 
Le 3 avril à SmackDown Live, le commissionnaire du show bleu et lui s'excusent mutuellement et se réconcilient avec un câlin. 5 soirs plus tard à WrestleMania 34, ils battent les deux catcheurs canadiens. Le 10 avril à SmackDown Live, il abandonne son poste de général manager pour redevenir un catcheur à temps plein et sera remplacé par Paige. Plus tard dans la soirée, il bat AJ Styles par disqualification après que Shinsuke Nakamura les aient attaqués tous les deux. 17 soirs plus tard au Greatest Royal Rumble, il entre dans le 50-Men Royal Rumble match en première position, élimine Mark Henry (aidé de Dolph Ziggler), Viktor et Dash Wilder (aidé de Hornswoogle) avant d'être lui-même éliminé par Big Cass après 76 minutes de match. Le 6 mai à Backlash, il bat le catcheur géant par soumission. À la fin du match, il se fait sauvagement attaquer par ce dernier. Le 17 juin à Money in the Bank, il rebat son même adversaire de la même manière.
Le 15 juillet à Extreme Rules, Kane et lui ne remportent pas les titres par équipes de SmackDown, battus par les Bludgeon Brothers, car ont été attaqués dans les vestiaires par ces derniers avant le début du combat. Le 19 août à SummerSlam, il perd face au Miz. Le 16 septembre à Hell in a Cell, Brie Bella et lui perdent face à Maryse et son même adversaire.
Le 6 octobre à Super Show-Down, il prend sa revanche sur son même opposant et devient aspirant no 1 au titre de la WWE.

#### The NewDaniel Bryan, quadruple champion de la WWE et champion par équipes deSmackDownavec Erick Rowan (2018-2019)

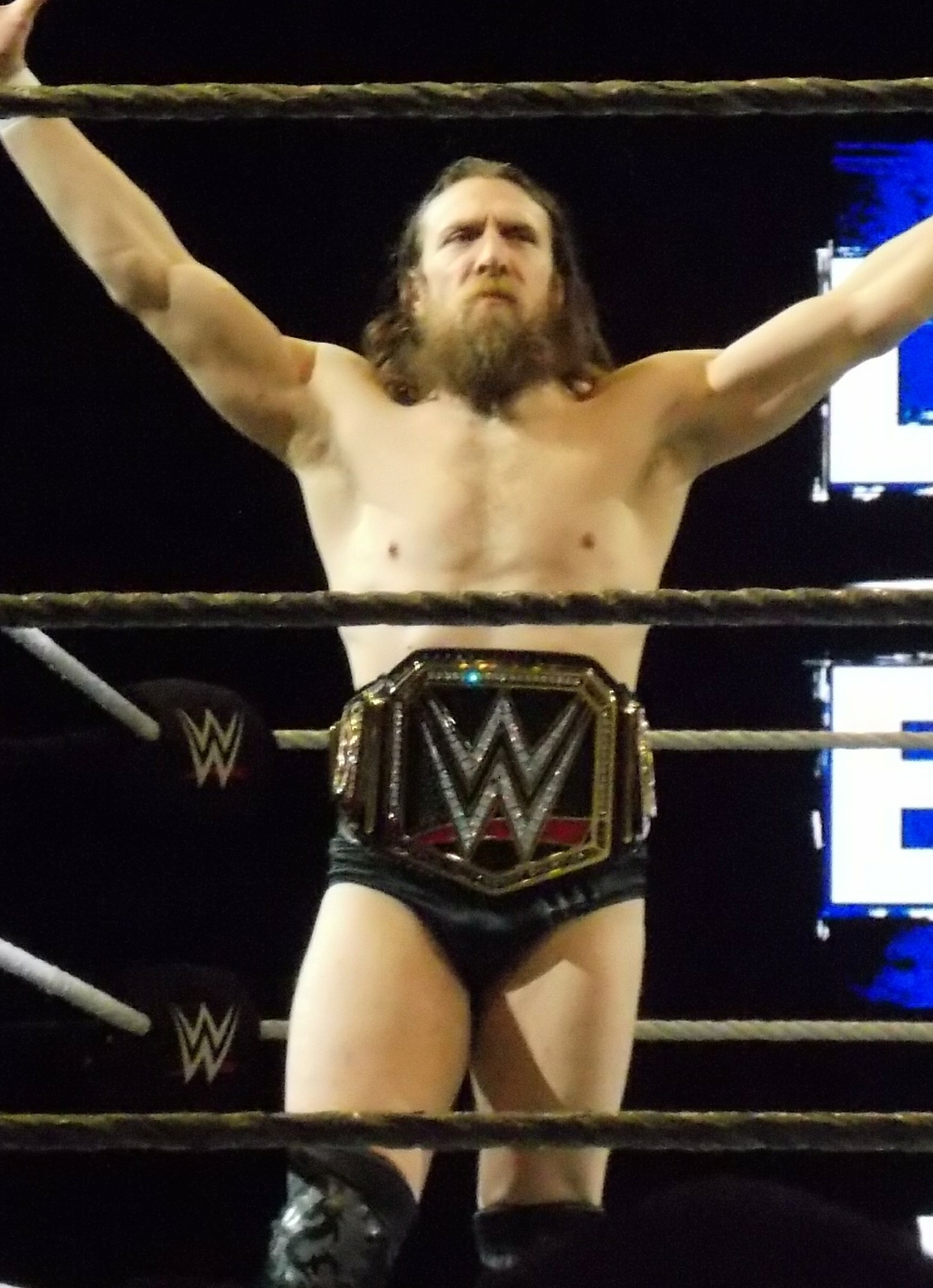
Daniel Bryan avec le WWE Championship en 2019.

Le 13 novembre à SmackDown Live, il redevient champion de la WWE, pour la quatrième fois, en battant AJ Styles. Durant le combat, il effectue un Heel Turn, car profite du K.O de l'arbitre pour porter un Low Blow à son adversaire avant de le finir avec un Busaiku Knee. 5 soirs plus tard aux Survivor Series, il perd face au champion Universel, Brock Lesnar, dans un Champion vs. Champion match. 2 soirs plus tard à SmackDown Live, il s'explique sur ses actions de la semaine passée, annonce la mort de son ancien personnage, du «Yes Mouvement» et change de gimmick pour The New Daniel Bryan, un champion du monde qui se bat pour sauver la planète. Le 17 décembre à TLC, il conserve son titre en rebattant The Phenomenal.
Le 27 janvier 2019 au Royal Rumble, il conserve son titre en rebattant son même adversaire, aidé par Rowan avec qui il forme une alliance. Après le match, il attaque The Phenomenal avec son Busaiku Knee. 2 soirs plus tard à SmackDown Live, il présente le nouveau design de sa ceinture : 100% écologique. Le 17 février à Elimination Chamber, il remporte le Men's Elimination Chamber match et conserve son titre. Le 10 mars à Fastlane, il conserve son titre en battant Mustafa Ali et kevin Owens dans un Triple Threat match.  
Le 7 avril à WrestleMania 35, il ne conserve pas sa ceinture, battu par Kofi Kingston. Le 7 mai à SmackDown Live, Rowan et lui deviennent les nouveaux champions par équipes de SmackDown en battant les Usos et remportent les titres pour la première fois de leurs carrières. Le 19 mai lors du pré-show à Money in the Bank, ils perdent face aux jumeaux dans un match sans enjeu. Le 23 juin à Stomping Grounds, ils conservent leurs titres en battant Heavy Machinery.
Le 14 juillet à Extreme Rules, ils ne conservent pas leurs ceintures, battus par le New Day dans un Triple Threat Tag Team match qui inclut également Heavy Machinery. Le 17 septembre à SmackDown Live, son alliance avec Rowan prend fin, car il se fait attaquer par derrière par Luke Harper, tabasser par les deux géants et passe à travers la table des commentateurs malgré l'aide reçue par Roman Reigns. La semaine suivante à SmackDown Live, il perd face à son ancien partenaire à la suite d'une intervention extérieure de Luke Harper. Après le match, il se fait attaquer par ces derniers avant d'être secouru par le catcheur samoan. Il effectue ensuite un Face Turn et demande aux fans s'ils veulent voir son nouveau partenaire et lui botter les fesses des deux colosses à Hell in a Cell.

#### Diverses rivalités et départ (2019-2021)
Le 6 octobre à Hell in a Cell, Roman Reigns et lui battent Luke Harper et Erick Rowan dans un Tornado Tag Team match. Après le match, les deux catcheurs se font un câlin.
Le 24 novembre aux Survivor Series, il ne remporte pas le titre Universel, battu par The Fiend Bray Wyatt. Le 15 décembre à TLC, après la victoire de Bray Wyatt sur le Miz, il refait son apparition avec un nouveau look et attaque le champion Universel.
Le 26 janvier 2020 au Royal Rumble, il ne remporte pas la ceinture, rebattu par son même adversaire dans un Strap match. Le 8 mars à Elimination Chamber, il bat Drew Gulak. Le 13 mars à SmackDown, les deux catcheurs s'allient, puis il bat Cesaro. Après le combat, il se fait attaquer par Shinsuke Nakamura, mais est aidé par son nouveau partenaire qui effectue un Face Turn. 
Le 4 avril à WrestleMania 36, il ne remporte pas le titre Intercontinental, battu par Sami Zayn. Le 10 mai à Money in the Bank, il ne remporte pas la mallette, gagnée par Otis. Le 12 juin à SmackDown, il ne remporte pas le titre Intercontinental, battu par AJ Styles en finale du tournoi.
Le 16 octobre à SmackDown, il fait son retour après 4 mois d'absence, se fait attaquer par Seth Rollins, mais prend le dessus jusqu'à l'arrivée de Dominik Mysterio et Rey Mysterio. Le 20 décembre lors du pré-show de TLC, Big E, Alpha Academy (Chad Gable et Otis) et lui battent Sami Zayn, Cesaro, Shinsuke Nakamura et King Corbin dans un 8-Man Tag Team match.
Le 31 janvier 2021 au Royal Rumble, il entre dans le Men's Royal Rumble match en 17e position, élimine Bobby Lashley (avec l'aide de Big E, Riddle et Christian) avant d'être lui-même éliminé par Seth Rollins après 29 minutes de match. Le 21 février à Elimination Chamber, il remporte le Men's Elimination Chamber match et devient aspirant no 1 au titre Universel. Quelques instants plus tard, il ne remporte pas le titre, battu par Roman Reigns. Le 21 mars à Fastlane, il ne remporte pas la ceinture, rebattu par son même adversaire qui a reçu l'aide d'Edge avant que ce dernier n'attaque les deux catcheurs.
Le 11 avril à WrestleMania 37, il ne remporte pas la ceinture, rebattu par son même opposant dans un Triple Threat match qui inclut également Edge. Le 2 mai, il est classé en tant qu'Alumni (inactif) par la WWE.

### All Elite Wrestling (2021-...)

#### Débuts et rivalités avec Kenny Omega et "Hangman" Adam Page (2021)
Le 5 septembre 2021 à All Out, il fait ses débuts à la All Elite Wrestling et vient en aide au Jurassic Express, attaqué par l'Elite après le match entre Kenny Omega et Christian Cage pour le titre mondial. Le lendemain, il signe officiellement avec la compagnie. Le 22 septembre à Dynamite: Grand Slam, il dispute son premier match, mais fait match nul contre Kenny Omega après la fin du temps imparti.
Le 13 novembre à Full Gear, il bat Miro en finale du tournoi et devient aspirant no 1 au titre mondial. Le 17 novembre à Dynamite, il félicite "Hangman" Adam Page pour sa victoire à Full Gear, mais effectue un Heel Turn, car se moque des fans de Virginia qui huent les travailleurs et provoque une bagarre avec le catcheur. Le 15 décembre à Dynamite: Winter is Coming, il fait match nul contre "Hangman" Adam Page après la fin du temps imparti, mais ne remporte pas le titre mondial.

#### Blackpool Combat Club, champion du monde et retraite (2022-2024)

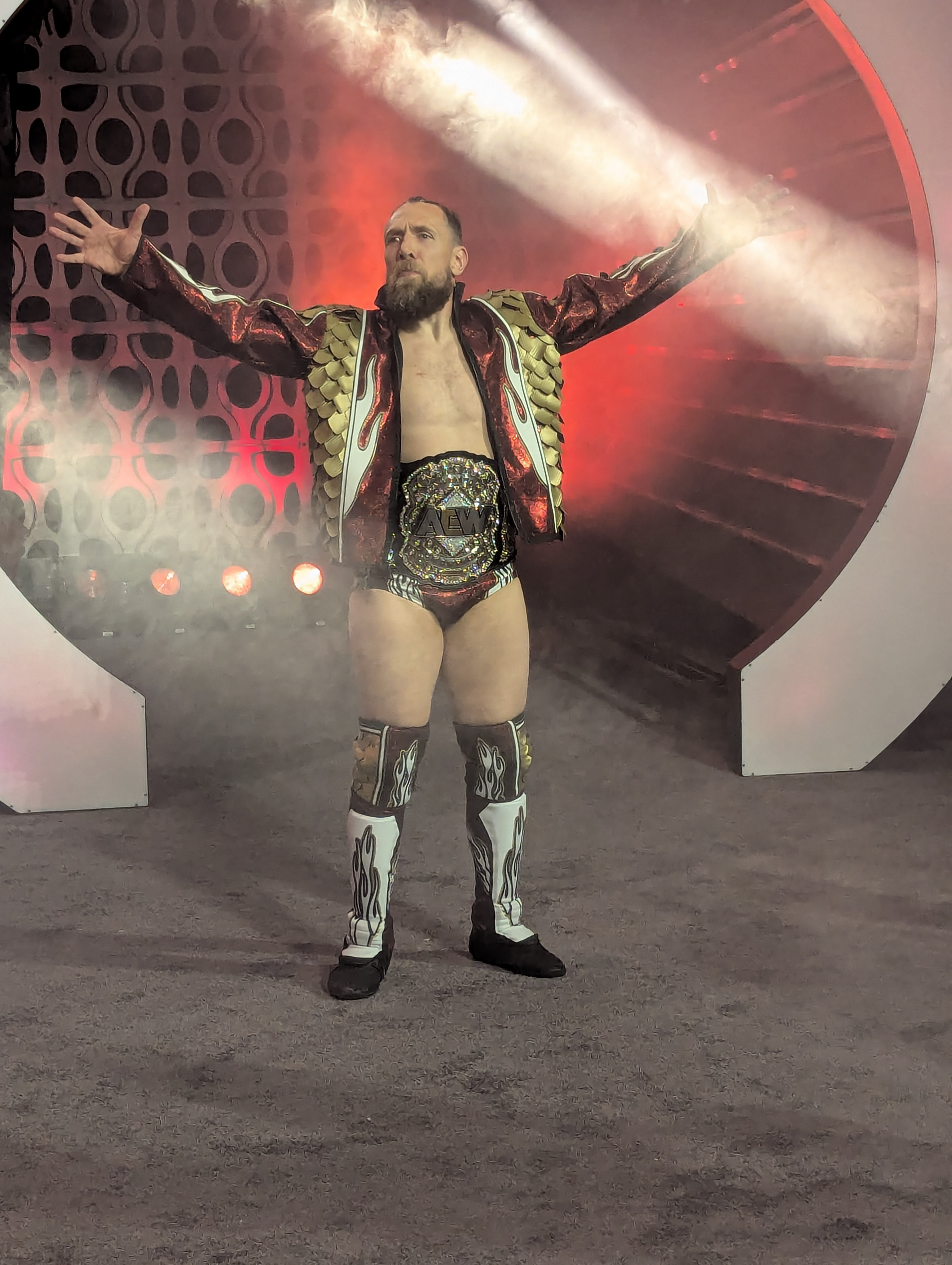
Bryan Danielson en septembre 2024 en tant que champion du monde de l'AEW.

Le 6 mars 2022 à Revolution, il perd face à Jon Moxley. Après le combat, les deux catcheurs se bagarrent, mais William Regal intervient pour les séparer, les poussent à faire la paix et ils se serrent la main. Le 9 mars à Dynamite, Jon Moxley et lui forment officiellement une équipe, avec Regal comme manager, et ensemble, ils battent The Workhorsemen.
Le 11 mai à Dynamite, il effectue définitivement un Face Turn, car il provoque une bagarre avec la Jericho Appreciation Society, accompagné de ses partenaires du Blackpool Combat Club. Le 29 mai à Double or Nothing, Eddie Kingston, Ortiz, Santana, Jon Moxley et lui perdent face à la Jericho Appreciation Society (Chris Jericho, Jake Hager, Jeff Parker, Matt Lee et Daniel Garcia) dans un Anarchy of the Arena match. Le 5 juin, il a subi une blessure pendant le combat et doit s'absenter pendant un mois et demi.
Le 27 juillet à Fight for the Fallen, il fait son retour de blessure, mais perd face à Daniel Garcia. Le 4 septembre à All Out, il perd face à Chris Jericho.
Le 19 novembre à Full Gear, il ne remporte pas le titre mondial de la ROH, battu par Chris Jericho dans un Fatal 4-Way match qui inclut également Claudio Castagnoli et Sammy Guevara.
Le 5 mars 2023 à Revolution, il ne remporte pas le titre mondial, battu par MJF dans un 60-Minute Iron Man match (3-4). Le 29 mars à Dynamite, après la victoire de Kenny Omega sur Hijo Del Vikingo et l'encerclement de son clan sur le premier, il aide le catcheur canado-Japonais à se relever, mais effectue un Heel Turn, lui porte un Busaiku Knee et un Lebell Lock sur ce dernier.
Le 25 juin à Forbidden Door, il bat Kazuchika Okada par soumission. Trois jours plus tard, il souffre d'une fracture de l'avant-bras et doit s'absenter pendant 2 mois. Le 2 septembre à Collision, il fait son retour de blessure, en tant que Face, et signe le contrat du Strap match proposé par Ricky Starks à All Out. Le lendemain à All Out, il bat ce dernier dans un Strap match .
Le 1er octobre à WrestleDream, il bat Zack Sabre, Jr., adversaire qu'il devait affronter à Forbidden Door l'année passée. Le 3 novembre, il souffre d'une fracture de l'os orbital. Le 9 décembre à Collision, il fait son retour de blessure, mais perd face à Andrade El Idolo. 
Le 3 mars 2024 à Revolution, il ne remporte pas les titres Continental de la AEW, Openweight Strong de la NJPW et mondial de la ROH, battu par Eddie Kingston. Après le combat, il serre la main de son adversaire.
Le 21 avril à Dynasty, il perd face à Will Ospreay. Le 26 mai à Double or Nothing, l'équipe AEW, dont il fait partie, perd face à l'Elite dans un Anarchy in the Arena match. Le 30 juin à Forbidden Door, il bat Shingo Takagi au premier tour du tournoi masculin Owen Hart.
10 soirs plus tard à Dynamite, il remporte le tournoi Owen Hart masculin en battant "Hangman" Adam Page en finale et devient aspirant no 1 au titre mondial à All In. Le 25 août à All In, il devient le nouveau champion du monde en battant Swerve Strickland dans un Title vs. Career match et remporte le titre pour la première fois de sa carrière. 13 soirs plus tard à All Out, il conserve son titre en battant Jack Perry[réf. nécessaire]. Après le combat, il est exclu du clan, car ses deux ex-partenaires du Blackpool Combat Club (sauf Wheeler Yuta) effectuent un Heel Turn et se retournent contre lui.
Le 12 octobre à WrestleDream, il ne conserve pas sa ceinture, battu par Jon Moxley par soumission. Après le combat, Wheeler Yuta effectue aussi un Heel Turn, car ce dernier porte un Busaiku Knee sur Darby Allin qui est venu l'aider et l'étouffe avec un sac en plastique. Après la soirée, il annonce mettre officiellement un terme à sa carrière de catcheur à temps plein.

## Palmarès
- All Elite Wrestling
  - Vainqueur du tournoi Owen Hart masculin (2024)
  - 1 fois champion du monde de l'AEW
- All Pro Wrestling
  - 1 fois APW Worldwide Internet Champion
  - King of the Indies (2001)
- All Star Wrestling
  - 1 fois champion poids moyens de la ASW
- East Coast Wrestling Association
  - 1 fois champion par équipes de la ECWA avec Low Ki
- Evolve
  - Match de l'année 2010 (contre Munenori Sawa)
- Elite Canadian Championship Wrestling
  - 1 fois champion Canadien poids lourds des Juniors de la NWA
- Full Impact Pro
  - 1 fois champion poids lourds de la FIP
- International Wrestling Association
  - 1 fois champion poids lourds de Porto Rico de la IWA
- Memphis Championship Wrestling
  - 1 fois champion poids mi-lourds de la MCW
  - 1 fois champion par équipes de la MCW avec Spanky
- NWA Mid-South
  - 1 fois champion poids lourds des Juniors de la NWA
- New Japan Pro Wrestling
  - 1 fois champion poids lourds des Juniors par équipes de la IWGP avec Curry Man
  - Best of the American Super Juniors (2004)
- Pro Wrestling Guerrilla
  - 2 fois Champion Du Monde De La PWG[141]
- Pro Wrestling NOAH
  - 1 fois champion poids lourds des Juniors de la GHC
- Ring of Honor
  - 1 fois Champion Pure de la ROH (dernier)
  - 1 fois Champion du Monde de la ROH
  - Survival of the Fittest (2004)
- Texas Wrestling Alliance
  - 1 fois champion par équipes de la TWA avec Spanky
- WestSide Xtreme wrestling
  - 1 fois champion du Monde poids lourds de la wXw
  - Ambition 1 (2010)
- World Series Wrestling
  - 1 fois Champion poids lourds de la WSW
- World Wrestling Entertainment
  - 4 fois champion de la WWE
  - 1 fois champion du monde poids-lourds de la WWE
  - 1 fois champion Intercontinental de la WWE
  - 1 fois champion des États-Unis de la WWE
  - 1 fois champion par équipe de la WWE - avec Kane
  - 1 fois champion par équipe de SmackDown - avec Rowan
  - Vainqueur du Elimination chamber (2019) et (2012)
  - Mr Money in the Bank (2011)
  - 26e WWE Triple Crown Champion
  - 6e WWE Grand Slam Champion (version 2015)

## Récompenses des magazines
- Pro Wrestling Illustrated

| Année | 2001 | 2002 | 2003 | 2004 | 2005 | 2006       | 2007       | 2008 | 2009 | 2010 |
| ----- | ---- | ---- | ---- | ---- | ---- | ---------- | ---------- | ---- | ---- | ---- |
| Rang  | 206  | 89   | 61   | 77   | 76   | 16         | 17         | 13   | 27   | 44   |
| Année | 2011 | 2012 | 2013 | 2014 | 2015 | 2016       | 2017       | 2018 | 2019 | 2020 |
| Rang  | 15   | 4    | 11   | 1    | 14   | Non classé | Non classé | 91   | 2    | 32   |
| Année | 2021 | 2022 | 2023 | 2024 |      |            |            |      |      |      |
| Rang  | 36   | 7    | 16   | 14   |      |            |            |      |      |      |

- Pro Wrestling Report
  - Catcheur indépendant de l'année 2006

- Wrestling Observer Newsletter
  - Meilleur catcheur technique (2005-2012)
  - Match de l'année contre Takeshi Morishima le 25 août 2007[143]
  - Most Outstanding Wrestler (2006-2010)[144]

## Vie privée
- Il est en couple avec Brie Bella depuis 2010. En septembre 2013, ils annoncent leurs fiançailles et ils se sont mariés le 11 avril 2014[réf. nécessaire].
- Ils ont une fille Birdie née le 9 mai 2017[145] et un garçon Buddy né le 1er août 2020[146].
- Il est vegan[147].
- Bryan Danielson souffre du vitiligo, ayant causé une tâche sur son bras droit au niveau de son biceps.[réf. nécessaire]